# Ariste Hémard
Pour les articles homonymes, voir Ariste et Hémard.
Charles Arisse Hémard dit Ariste Hémard, né au hameau d'Ormeville, commune de Baudreville (Eure-et-Loir) le 8 novembre 1847 et mort à Montreuil (Seine) le 18 décembre 1926, est un distillateur liquoriste et un homme politique français.

## Biographie

### Famille
Ce fils de cultivateurs d'Eure-et-Loir monte à Paris en 1863 pour rejoindre son oncle, distillateur liquoriste rue du Roi-de-Sicile.  
Marié avec Anna Tayon en 1872, il est notamment le père d'André Hémard (1879-1941), qui lui succède à la tête de l'entreprise familiale en 1905, mais aussi l'oncle du cinéaste Jean Hémard (1894-1933) et le grand-père de Jean Hémard (1914-1982), président de Pernod à partir de 1956 puis du groupe Pernod Ricard de 1975 à sa mort. 

### Carrière
Il travaille dans différents laboratoires : Ruinets frères, Lexcellent et Chevassu, Lucas et enfin chez Guerin-Matière et Androt, une distillerie fondée 9, rue du Pré (rue du capitaine Dreyfus), à Montreuil, depuis 1840. Il en prend la direction en mai 1870, pour peu de temps.
Mobilisé en août 1870, il est fait prisonnier, s’évade et, revenu à Montreuil à la fin du conflit, devient propriétaire de la distillerie à laquelle il donne son nom. Pour étendre son activité, il rachète en 1872 près de quatre mille mètres carrés de terrain 87 rue de Paris et créé une fabrique de liqueurs, de sirops et de conserves de fruits, qui produit également de l’absinthe, de la gentiane, du calvados, du marc.
Démangé par la politique, il devient maire de Montreuil puis conseiller général de la Seine en 1893, à 46 ans et à nouveau en 1897. Il est élu député de la Seine le 3 août 1903, au second tour de scrutin, après une lutte fort vive, par 6 728 voix contre 6 540 à Deloncle, républicain. Il siège parmi les non-inscrits, mais à la suite de nombreuses accusations portant sur le déroulement de la campagne, son élection est invalidée le 24 mai 1904. Le 7 août 1904, il se représente mais n'obtient que 7 676 voix contre 7 689 à Charles Deloncle qui est élu. Hémard échoue de nouveau en 1910. Chef de file d’une droite locale farouchement antidreyfusarde, il se présente aux élections municipales de 1900 pour combattre la « canaillerie juive » et la « politique intolérante de la Ligue des droits de l’homme ». Il est élu au premier tour, le 19 mai et réélu conseiller général de Montreuil le lendemain. 
Cette même année 1900, son entreprise est distinguée par une médaille d’or décernée lors de l'Exposition universelle de 1900. 
Battu aux élections municipales et législatives de 1904, son bilan à la tête de la municipalité est modeste et principalement marqué par des conflits avec les laïques. Ce patron paternaliste, dur et intransigeant d’un côté, maire créateur d’un secours médical et d’une caisse de retraite pour ses ouvriers, participe à la création des colonies de vacances de Montreuil et fonde le secours à domicile pour les « vieillards les plus déshérités ». 
En 1906, son usine compte soixante-dix personnes : elle produit du rhum, du vermouth, du quinquina, mais aussi de l’eau de dentifrice et de l’eau de Cologne. En 1915, l'interdiction de l’absinthe, cette fée verte qui rendait fou ses adorateurs, frappe de plein fouet l’activité des distillateurs. L'anis « Amourette » est lancé pour continuer à faire vivre les cinq cents salariés de la firme. 
En 1926, sa société fusionne avec la maison Pernod Fils, fondée à Pontarlier en 1805, pour former la société des « Établissements Hémard et Pernod Fils ». Sept ans après, elle possèdera 10 usines dans toute la France et plus de 1 500 employés, dont la moitié à Montreuil. 
Par ailleurs, outre ses fonctions de conseiller général, de maire et de député, Hémard a été président de l’Office agricole du département de la Seine, président du Bureau interdépartemental de la main d’œuvre agricole de Seine, Seine-et-Oise et Seine-et-Marne, vice-président du Syndicat des éleveurs de chevaux de demi-sang et il donnera d'ailleurs son nom à un prix hippique le prix Ariste-Hémard.
Son nom a été donné à une rue de Montreuil en sa mémoire.

## Distinctions
- Chevalier de la Légion d'Honneur au titre du ministère de la Guerre (décret du 9 juillet 1921). Parrain : Ernest Gay, journaliste et homme politique (1847-1939)[3].
- Médaille commémorative de la guerre 1870-1871.